# František Lakomý
František Lakomý (3. září 1923 – ???) byl český a československý politik Československé strany socialistické, poslanec Sněmovny národů Federálního shromáždění a České národní rady za normalizace.

## Biografie
K roku 1969 se uvádí jako předseda JZD Prosenice, okres Přerov.
Po provedení federalizace Československa usedl do Sněmovny národů Federálního shromáždění. Mandát nabyl až dodatečně v listopadu 1969. Nominovala ho Česká národní rada, v níž rovněž zasedal od listopadu 1969. Ve federálním parlamentu setrval do konce volebního období, tedy do voleb roku 1971.